# 井戸田侃
井戸田 侃（いどた あきら、1928年8月22日 - 2017年5月29日）は、日本の法学者。弁護士。立命館大学名誉教授。専門は刑事訴訟法。法学博士（立命館大学・論文博士・1973年）（学位論文「刑事手続の構造序説」）。愛知県出身。

## 略歴
- 1953年 京都大学法学部卒業、司法修習生（第7期）
- 1955年 弁護士登録　師と仰ぎ、親交の厚い、同じく法学者、弁護士でもある佐伯千仭と大阪市に「佐伯・井戸田法律事務所」を開設する
- 1968年 立命館大学助手、専任講師、助教授を経て、教授
- 1994年 立命館大学名誉教授

## 学説
捜査を公判とは独立した手続きと捉え、捜査の目的は起訴・不起訴を決定するためのものであって、司法警察職員と被疑者および弁護人が対立する中に検察官のチェック機能を果たさせようとする三面構造をとるべきと主張し、日大の石川才顕教授と共に捜査独自性説に立つ訴訟的捜査観を提唱した。

## 著書
- 『刑事訴訟法要説I、II、III』（有斐閣、それぞれ1964年、1967年、1974年）
- 『刑事手続の構造序説』（有斐閣、1971年）
- 『公訴権濫用論』（学陽書房、1978年）
- 『刑事手続構造論の展開』（有斐閣、1982年）
- 『刑事訴訟法要説』（有斐閣、1993年）
- 『刑事訴訟理論と実務の交錯』（有斐閣、2004年）

## 論文
- 「取調官の証言・保釈条件」（『立命館法学』第223・224号、1993年）
- 「上訴の利益」（『刑事訴訟法の争点』（新版）、1991年）
- 「別件逮捕・勾留禁止の本質」（『高田卓爾博士古希祝賀論文集 刑事訴訟の現代的動向』、1991年）
- 「無罪推定の法理」（『柏木千秋先生喜寿記念論文集 近代刑事法の理念と現実』、1991年）
- 「証拠開示の基本問題」（『石松竹雄判事退官記念論文集 刑事裁判の復興』、1990年）
- 「刑事訴訟における当事者主義概念」（『立命館法学』第201・202号、1989年）

## 脚註
1. ↑  “立命館大名誉教授、弁護士 井戸田侃氏　訃報”.   産経新聞 (2017年6月2日). 2017年6月2日閲覧。